# Astrid Heese
Astrid Heese (Alemania) es una gimnasta artística alemana que, compitiendo con Alemania del Este, logró ser medallista de bronce en 1983 y en 1987 en el concurso por equipos.

## Carrera deportiva
En el Mundial que tuvo lugar en Budapest en 1983 consigue el bronce por equipos, tras la Unión Soviética y Rumania, siendo sus compañeras de equipo: Maxi Gnauck, Gabriele Faehnrich, Diana Morawe, Silvia Rau y Bettina Schieferdecker.
En el Mundial de Róterdam 1987 gana el bronce por equipos, tras Rumania (oro) y la Unión Soviética (plata), siendo sus compañeras de equipo: Dörte Thümmler, Ulrike Klotz, Gabriele Faehnrich, Martina Jentsch y Klaudia Rapp.